# Stade Rochelais
El Stade Rochelais es un club profesional de rugby de Francia de la ciudad de La Rochelle (departamento de Charente Marítimo y de la región de Poitou-Charentes). Compite actualmente en la máxima categoría del rugby francés, el Top 14.

## Historia

### Creación del Club
La práctica del rugby en La Rochelle se remonta a 1892 con la asociación "Les Volontaires du lycée de La Rochelle".
El Stade Rochelais es uno de los clubes de rugby más antiguos de Francia, ya que su creación se dio justo después del Racing Club de France, el Stade Français, el FC Grenoble, el Lyon Olympique (LOU) y el FC Auch. La creación del Stade Rochelais se remonta a 1896 y la práctica efectiva desde 1898.

### Desarrollo de la sección de rugby
En 1902, el cónsul de los Estados Unidos en La Rochelle y futuro presidente del club, George Henry Jackson, impulsó la creación la sección de rugby. Durante este período, el Stade Rochelais fue campeón del Atlántico varias veces, jugando así el campeonato francés donde fue eliminado tres veces en cuartos de final contra el Stade Français (1906), Rugby Club Orléans (1907) y Aviron Bayonnais (1914). 

### Rugby XIII
En 1935, el club decidió cambiar al rugby XIII, donde ganó dos títulos del Campeonato de Francia de segunda división en 1936 y 1937.
Finalmente regresó al rugby XV en 1941 tras la prohibición del rugby XIII en Francia por el régimen de Vichy .

### Campeonato de primera división

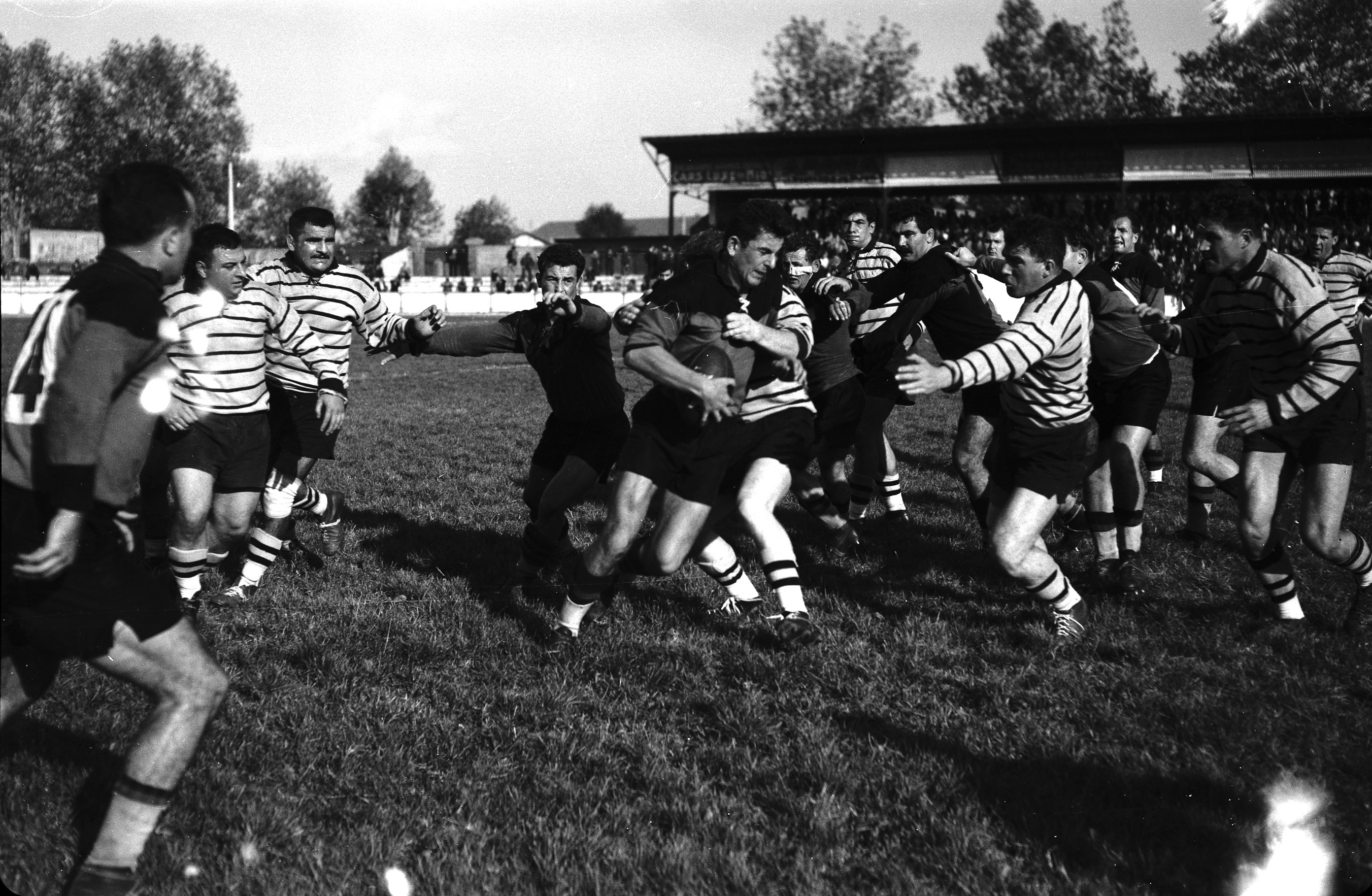
Partido entre La Rochelle y Stade toulousain en 1957 perdido por 12-6.

La Rochelle ingresa en la élite del rugby francés al ascender a la Fédérale, el nivel más alto de rugby francés en ese momento. Desde el 9 de enero de 1949 hasta el 24 de octubre de 1954, el club consiguió la cifra de 28 partidos invictos en casa. Desde 1961, el Stade Rochelais estuvo en la cima del rugby francés al jugar las fases finales del campeonato donde jugó tres cuartos de final que perdió ante  US Dax en 1961, 1962 y 1969.

### Profesionalismo
Es a partir de 1997 y con la llegada del profesionalismo al rugby cuando llegan los mayores éxitos al club marinero. De hecho, a partir de este año, el Stade Rochelais entra en la élite profesional. Los Espoirs son campeones de Francia en 2001. El primer equipo es semifinalista de la Copa de Francia en el año 2000 y dos veces ganador de la Copa de la Liga en 2002 y 2003. El club forma parte del Top 16 de la temporada 2001 -2002 pero desciende a final de temporada.

### Experiencia en Pro D2

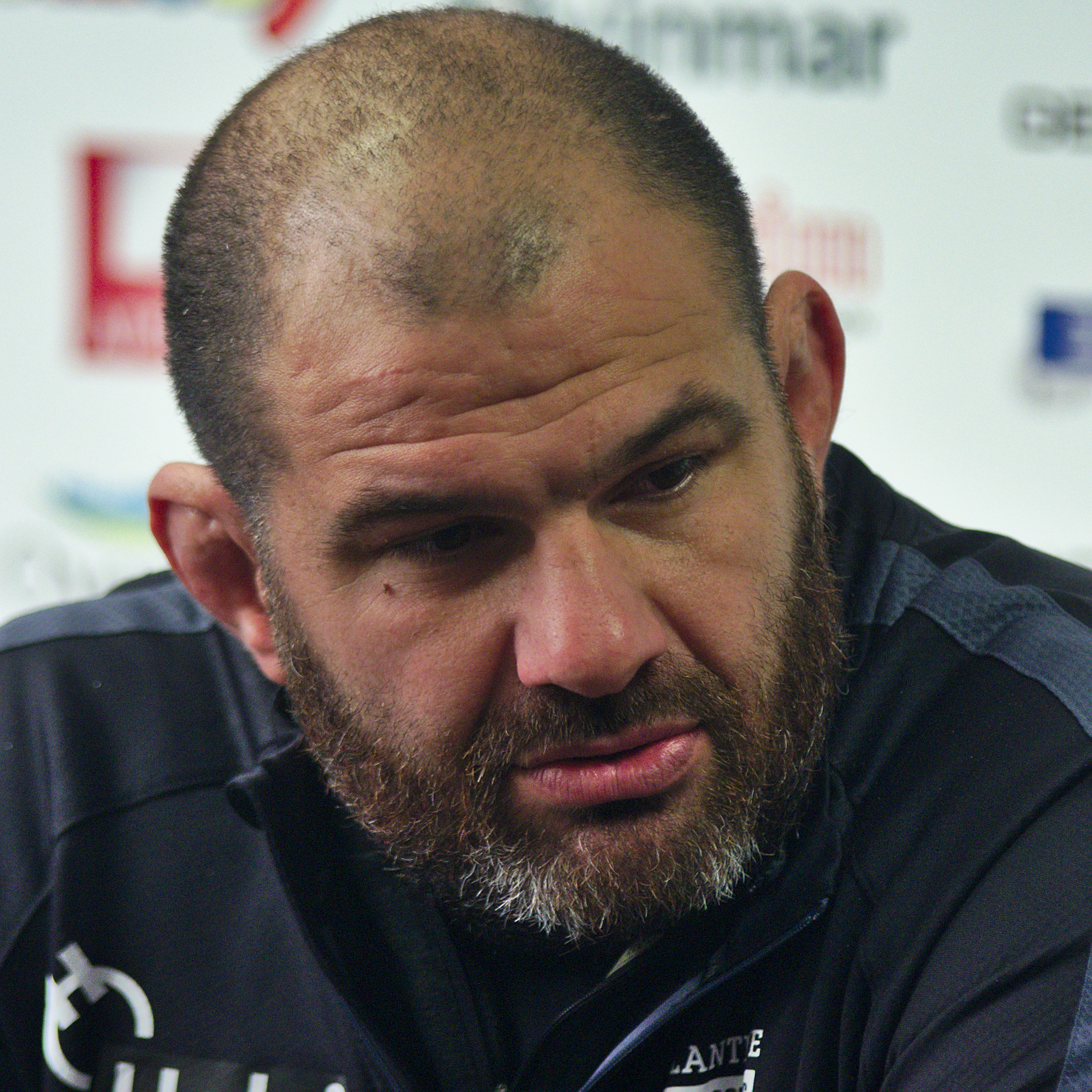
Patrice Collazo, entrenador principal del ASR, en noviembre de 2014

Desde la temporada 2006-2007, La Rochelle ha estado sistemáticamente en la fase final del campeonato Pro D2 . Finalista en 2007, semifinalista en 2008 y 2009, fue en 2010 cuando La Rochelle logró su objetivo: al vencer a Lyon en la final por 32 a 26, ascendiendo al Top 14 . También fue el período de un nuevo récord: del 18 de noviembre de 2006 al 4 de mayo de 2008, el estadio Marcel-Deflandre vio 22 victorias seguidas. Del mismo modo, se clasificaron para competiciones europeas en los años 1997, 2000 y 2001. Al final de la temporada 2010-2011, el club desciende a Pro D2 con la firme intención de recuperar su puesto en la élite y desarrollando los medios necesarios para dar el salto de calidad, de este modo el presidente del clun Vincent Merling, ficha a dos entrenadores jóvenes: Patrice Collazo y Fabrice Ribeyrolles y lanza un plan de acción llamado "Grandir ensemble 2015" que tiene como objetivo desarrollar el club tanto en términos deportivos como estructurales.

### Permanencia en la élite
El club vuelve al Top 14 el 25 de mayo de 2014, al vencer en la final por el ascenso disputada en el estadio Chaban-Delmas de Burdeos a SU Agen con el marcador final de 31 a 22. De este modo los "Amarillo y negro" se unen a Lyon OU, que había asegurado su ascenso directo al ganar el campeonato Pro D2 al final de la temporada regular.
En junio de 2014, Xavier Garbajosa se unió al club y se convirtió en entrenador asistente a cargo de las técnicas individuales ("habilidades"). El 22 de septiembre, Fabrice Ribeyrolles dejó el cuerpo técnico y luego el club. Xavier Garbajosa asumió el papel de entrenador de línea trasera.
El 16 de mayo de 2015, después de un empate en casa contra Racing 92 (18-18), el mantenimiento en el Top 14 para la temporada 2014-2015 está matemáticamente garantizado, un partido antes del final de la temporada regular.
El 27 de junio de 2016, el club presenta su nuevo plan de desarrollo de cuatro años, "Escribe nuestra historia 2020", así como su cambio de identidad: el nombre del club se simplifica al abandonar el prefijo "Atlantic", volviendo así a su nombre original, mientras se adopta un nuevo logotipo, con un diseño más moderno 2 .
Durante la temporada 2016-2017 Top 14 , el Stade Rochelais causó una fuerte impresión al terminar como el líder Top 14 durante la fase regular. El Maritime XV incluso creó la hazaña de igualar el récord invicto en una serie de once juegos (10 victorias, 1 empate). El equipo se clasificó directamente para las semifinales del Top 14 por primera vez en su historia. La temporada termina en el estadio Vélodrome el 26 de mayo de 2017 por una derrota en la semifinal contra el club de rugby Toulon en el marcador de 15-18.
El Rochelais perdió en la semifinal del Top 14 en Burdeos en el estadio Matmut Atlantique contra Toulouse con el resultado de 20 a 6 y en Newcastle en la final de la European Rugby Challenge contra ASM Clermont por el resultado de  36 a 16.

## Estadio

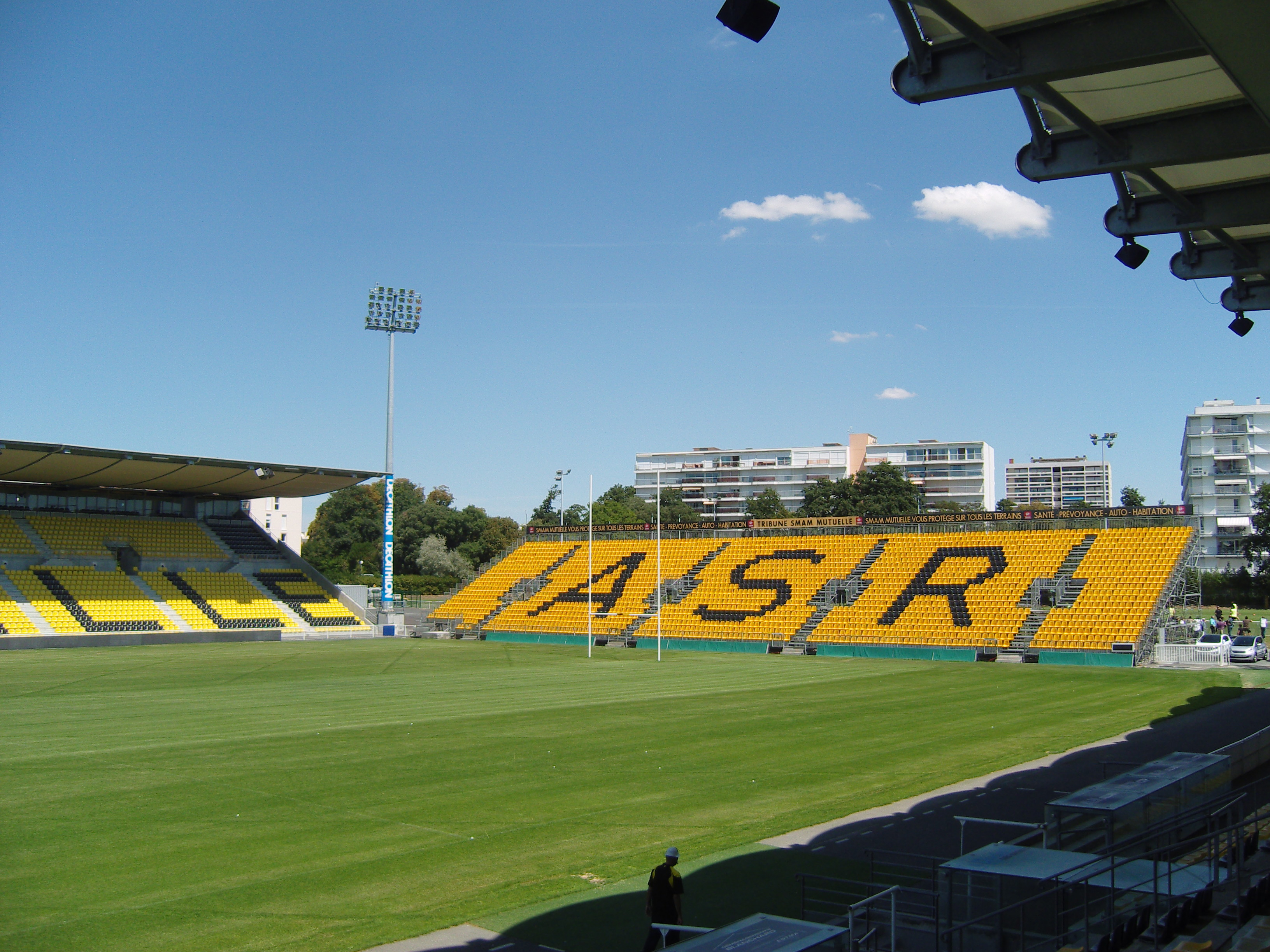
Estadio Marcel Deflandre, es el Estadio del Stade Rochelais

El estadio lleva el nombre de Marcel Deflandre, presidente del club en la época de los clubes de rugby XIII y XV de la ciudad, impuesto por el régimen de Pétain . Unido a la resistencia, fue arrestado y fusilado por la Gestapo en enero de 1944 en Burdeos .
El estadio fue renovado durante la temporada 2009-2010, cuando el Stade Rochelais jugó en Pro D2 . El trabajo se completó para la semifinal contra Oyonnax principios de mayo de 2010. Fue durante el partido contra Toulon del 1 de septiembre de 2010 fue cuando el estadio se llenó por primera vez, ocupando los  cerca de 12 300 asientos. Posteriormente, la capacidad se incrementó a más de 15 000 lugares con la ampliación de las tribunas norte y sur ubicadas detrás de los postes de la portería.

### Jugadores emblemáticos
| - Uini Atonio - Pierre Aguillon - Jean-François Bouché - Robert Baulon - Vincent Debaty - Yacine Dekkiche | - Jean-Baptiste Elissalde - Jean-Pierre Elissalde - Benjamin Ferrou - Diego Gianantonio - Kevin Gourdon - Brock James | - German Llanes - Julien Pierre - Rémi Talès - Filipo Toala - Victor Vito |

## Palmarés

### Torneos internacionales
- Copa de Campeones de Europa (2): 2021–22, 2022–23

- Subcampeón Copa de Campeones de Europa (1): 2020–21

- Subcampeón European Challenge Cup (1): 2018-19

### Torneos nacionales
- Subcampeón Top 14: 2020–21, 2022–23

- Desafío Yves du Manoir (2): 2002, 2003.